# 圣克莱尔肖尔斯
圣克莱尔肖尔斯（St. Clair Shores）是美國密西根州馬科姆縣的一個城市，位於聖克萊爾湖的湖岸。圣克莱尔肖尔斯是底特律大都市圈的衛星城市，地處底特律東北約13英里（21）。據2010年人口普查，圣克莱尔肖尔斯有人口59,715人。圣克莱尔肖尔斯面積14.28平方英里（36.99平方），其中11.62平方英里（30.10平方）是陸地，2.66平方英里（6.89平方）是水域。